# Cornelis de Graeff (1650-1678)

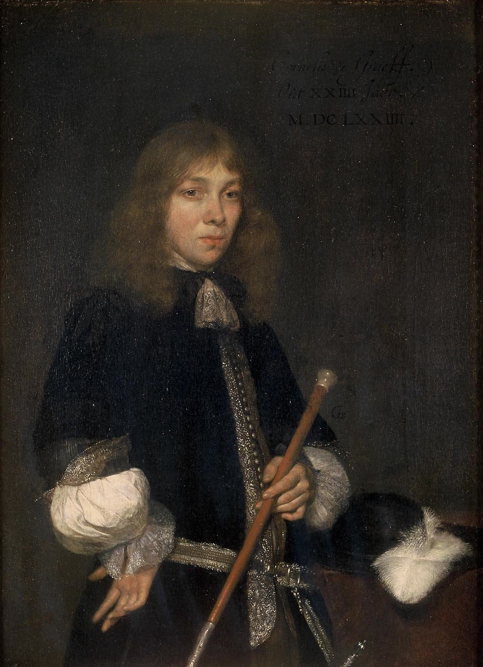
Cornelis de Graeff in 1673, geschilderd door Gerard Terborch

Cornelis Andriesz de Graeff (Den Haag, 19 maart 1650 - aldaar, 16 oktober 1678) was een hoofdingeland van de Zijpe- en Hazepolder

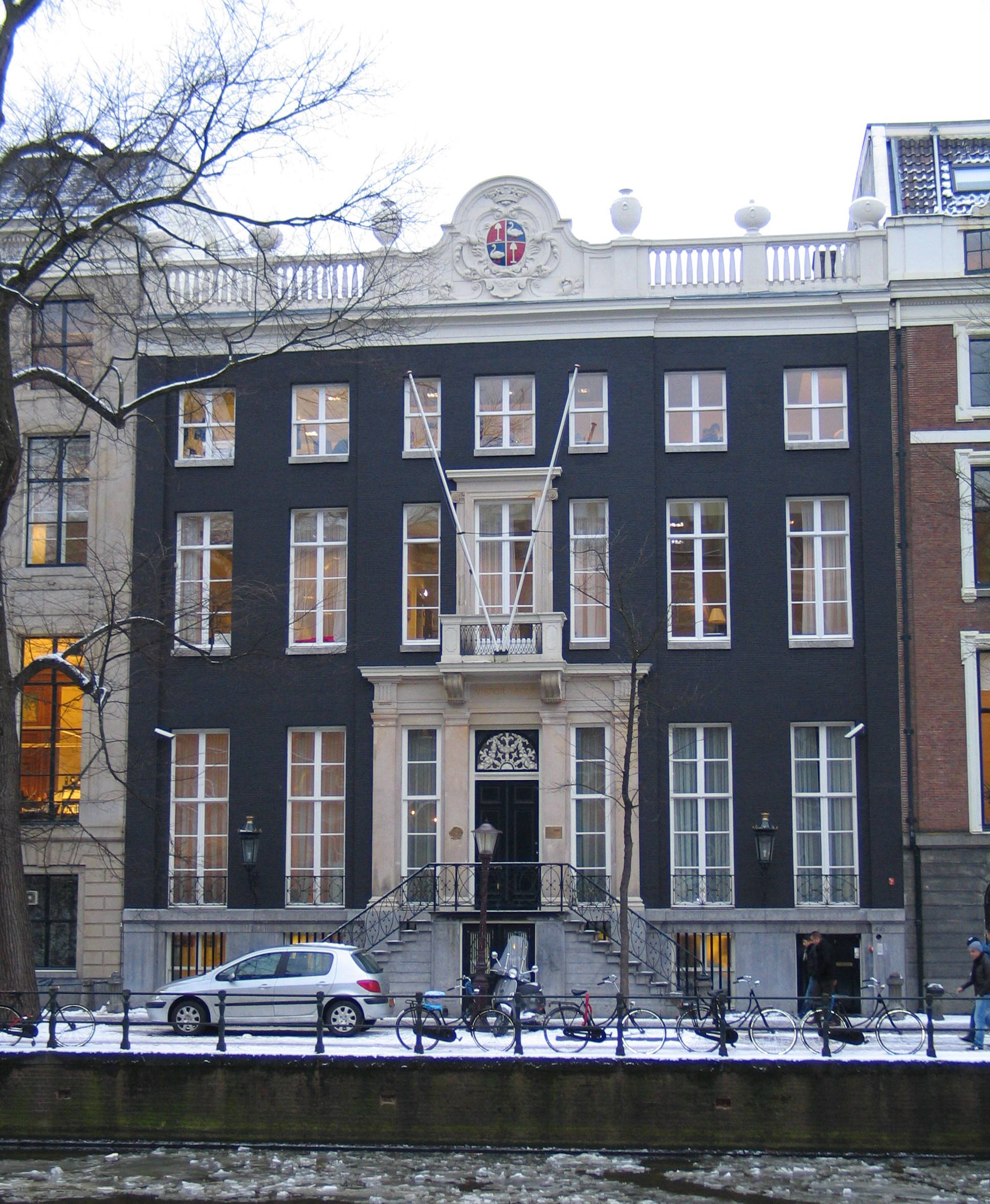
Herengracht 446

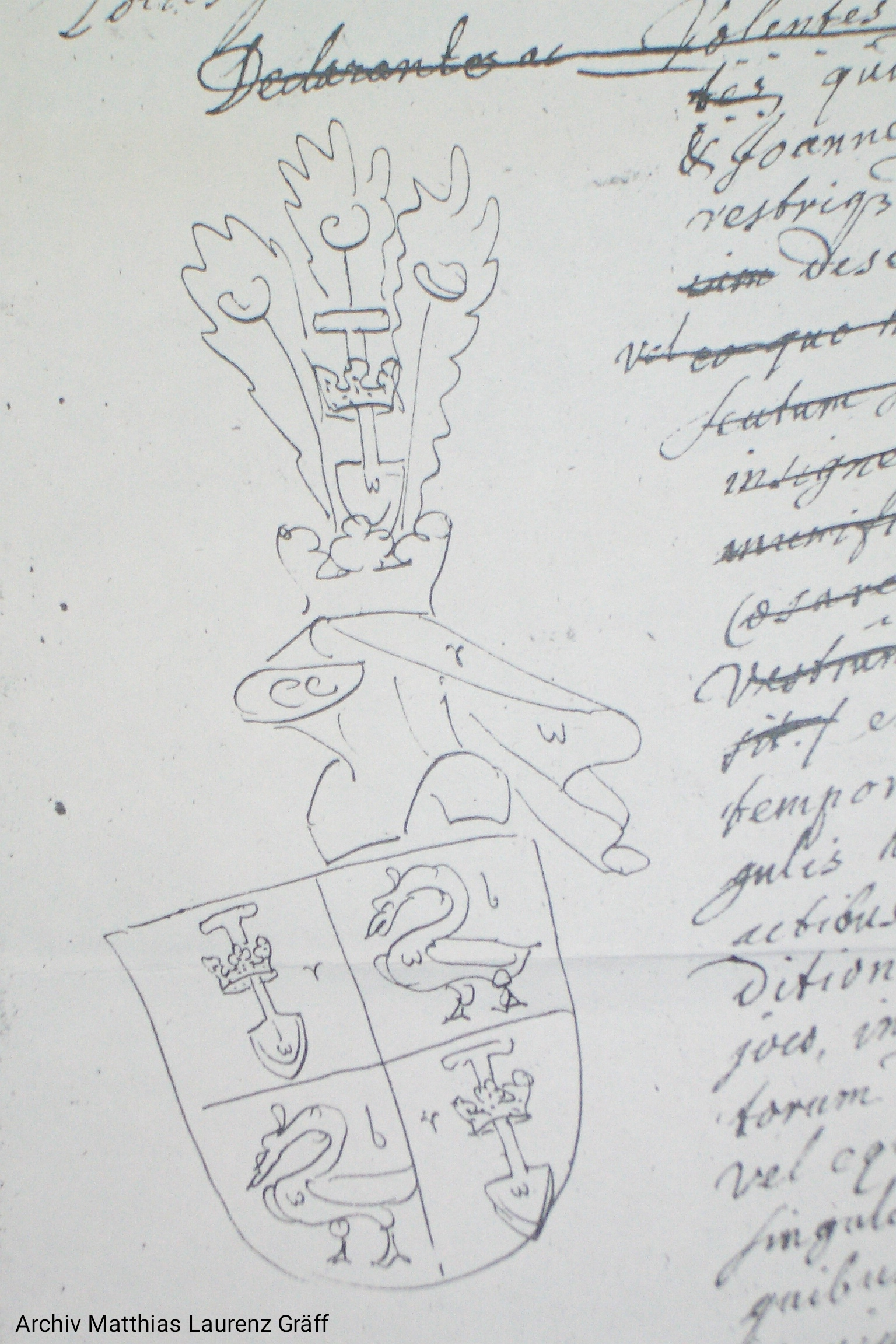
Wapen van Andries de Graeff (Matthias Laurenz Gräff Collection)

Cornelis de Graeff stamde uit het geslacht De Graeff. Hij was de enige zoon van Andries de Graeff en Elisabeth Bicker van Swieten. Johan de Witt was zijn neef. Hij groeide op in Den Haag, zijn vader was rekenmeester der grafelijke domeinen van Holland en West-Friesland. Na zijn studie rechten aan de Universiteit Leiden trouwde hij op 2 maart 1675 met Agneta Deutz (1657-1678). Uit dit huwelijk werden geen kinderen geboren. De Graeff bewoonde na 1664 een grachtenpand aan de Herengracht - (thans nr. 446) - in het midden van de Gouden Bocht.
In 1677 zouden hij en zijn vader Andries een adelsbrief van keizer Leopold I hebben verkregen, nadat hij (of Amsterdamse genealogen?) het geslacht hadden laten afstammen van de adellijke heren Von Graben von Stein uit Tirol. Aan de juistheid van deze afstamming wordt sterk getwijfeld.
De grafkapel van Cornelis de Graeff bevindt zich in het Sint Cornelis-koor, het familiegraf van het geslacht De Graeff, in de Oude kerk te Amsterdam. 

## Portretten
- Zijn door Gerard Terborch geschilderd portret bevindt zich in het  Mauritshuis te Den Haag.
- Cornelis de Graeff is ook door Jurriaen Ovens geschilderd.